# 삼례문화예술촌
삼례문화예술촌은 전북특별자치도 완주군 삼례읍 후정리에 있는 옛 삼례농협이 관리했던 곡물 저장창고를 예술공간으로 리모델링한 장소이다. 원래 농협중앙회에서 곡물창고로 관리운영하였다가 현재는 완주군에서 관리하고 있다.
2023년을 맞아 예술촌 메인 잔디광장, 주변 둘레길 조성을 비롯해 「클래식 명화 체험 전시전」, 「지역작가 공모전시전」, 「디지털 미디어파사드」, 「지역공동체 공예전시전」, 다채로운 문화 공연과 세미나 개최 등 다양한 예술마을로 자리하고 있다.

## 역사
일제강점기 때 호남지역의 쌀과 곡물 수탈을 목적으로 일본인 대지주가 옛 전주군 지역에 지은 곡물창고가 시초이며 일본인 지주와 관리인들이 머물렀던 관사가 있었고 1945년 광복이 되면서 농협중앙회 산하 삼례농협에서 곡물창고로 관리운영하였다가 2013년에 완주군이 인수하여 완주군민의 문화예술 혜택과 지역 관광 활성화 목적으로 창고 전체를 리모델링하여 개장하였다.

## 시설
- 비주얼 아트미술관
- 김상림목공소
- 책공방아트센터

## 기타
- 완주군 거주자 및 주민등록자는 무료입장

## 같이 보기
- 완주군
- 삼례읍